# Princípios energéticos em mecânica estrutural
Os princípios energéticos em mecânica estrutural (em inglês:  energy principles in structural mechanics) expressam as relações entre tensão, deformação, deslocamento, propriedades materiais e cargas externas, na forma de energia ou trabalho efetuado pelas forças internas e externas. Como energia é uma quantidade escalar, estas relações fornecem formas convenientes e alternativas para formular as equações governantes de corpos deformáveis em mecânica dos sólidos. Também podem ser usadas para obter soluções aproximadas de sistemas razoavelmente complexos, evitando a difícil tarefa de resolver um conjunto de equações diferenciais parciais.

## Princípios gerais
- Princípio dos Trabalhos Virtuais
  - Princípio dos Deslocamentos Virtuais
  - Princípio das Forças Virtuais
    - Método da Força Unitária Fictícia
- Princípios Variacionais Modificados

## Sistemas elásticos
- Princípio do Mínimo da Energia Potencial Total
- Princípio da Estacionariedade da Energia Potencial Complementar Total
- Primeiro teorema de Castigliano (para forças)

## Sistemas linear elásticos
- Segundo teorema de Castigliano (para deslocamentos)
- Teorema da reciprocidade de Betti
- Princípio de Müller-Breslau

## Applicações
- Equações governantes por princípios variacionais
- Métodos de solução aproximada
- Elementos finitos em mecânica estrutural